# فردریک شوئن
فردریک شوئن (به انگلیسی: Fredrik Schön) ورزشکار مرد رشتهٔ کشتی فرنگی متولد ۱۱ ژوئیهٔ ۱۹۸۷ در کشور سوئد است. 
از افتخارات این کشتی‌گیر کسب مقام سومی در مسابقات قهرمانی کشتی اروپا در سال ۲۰۱۴ می‌باشد.